# Островенка (приток Луги)
Островенка — река в России, протекает по Лужскому району Ленинградской области. Устье реки находится в 178 км по левому берегу реки Луги южнее деревни Островёнка, исток — в озере Островенское. Длина реки составляет 25 км, площадь водосборного бассейна — 116 км².

## Данные водного реестра
По данным государственного водного реестра России относится к Балтийскому бассейновому округу, водохозяйственный участок реки — Луга от в/п Толмачево до устья.
Код объекта в государственном водном реестре — 01030000612102000026046.